# 北方行动
北方行動，是苏联国家安全部在1951年4月1-2日對耶和華見證人信徒和他們家人發配到西伯利亞行動的代號。

## 背景
在蘇聯併吞波羅的海三國、西白俄羅斯、烏克蘭西部、比薩拉比亞和北布科維納前，蘇聯幾乎沒有耶和華見證人的信徒。苏联吞并这些地区后，当地的耶和華見證人因拒絕參軍，很快引起蘇維埃政權与他们的矛盾。他們很快就被視為反蘇宗教團體，是對共產主義政權的潛在危險。在1950年11月，施密尔舒領導维克多·阿巴库莫夫建議斯大林把他們驅逐出境。斯大林建議計劃在1951年4月實行。

## 實行
1951年2月19日，阿巴库莫夫發表了秘密通知給斯大林，詳細說明了發配耶和華見證人的托木斯克州和伊爾庫茨克州的計劃。它說特別是在1947-1950年，1048個耶和華見證人領導和積極分子已被逮捕，5間地下印刷廠已經被發現，和大量的印刷品被沒收。被驅逐者被允許帶走最多150公斤財產;剩餘的財產被沒收以“履行被驅逐前對國家的義務。” 阿巴库莫夫的通知中列出計劃被驅逐家庭的數目:
總數:8576人(3048個家庭)
- 1)乌克兰苏维埃社会主义共和国:6140人(2020個家庭)
- 2)白俄罗斯苏维埃社会主义共和国:394人(153個家庭)
- 3)摩尔达维亚苏维埃社会主义共和国:1675人(570個家庭)
- 4)拉脱维亚苏维埃社会主义共和国:52人(27個家庭)
- 5)立陶宛苏维埃社会主义共和国:76人(48個家庭)
- 6)爱沙尼亚苏维埃社会主义共和国:250人(130個家庭)

1951年3月3日，蘇聯部長會議發布了相應的法令，其次是1951年3月5日國家安全委員會發布了命令(no. 00193)。3月24日，摩爾達維亞蘇維埃辦公廳部長下達被沒收，銷售驅逐者的財產的法令。行動在在1951年4月1日凌晨4點開始，在4月2日結束。被驅逐者被列為“特別定居者”。在1951年3月31日-晚上4月1日，有2,617人（723戶）從各國驅逐出境。

## 大赦和辯解
由於他們的意識形態被劃分為反蘇，耶和華見證人一直是法律迫害的對象。該組織於1991在蘇聯合法化，但在2017年重新被俄罗斯联邦禁止。俄羅斯聯邦於1996年3月3日承認他們是不合理鎮壓受害者。